# Frozen II - Il segreto di Arendelle
Frozen II - Il segreto di Arendelle (Frozen II) è un film d'animazione del 2019 diretto da Chris Buck e Jennifer Lee.
La pellicola, sequel di Frozen - Il regno di ghiaccio (2013) e 58º Classico Disney, è il film d'animazione ad aver incassato di più nella storia del cinema; basato sulla fiaba La regina delle nevi di Hans Christian Andersen, è scritto da Jennifer Lee.

## Trama
In un flashback ambientato prima degli eventi narrati nel primo film, re Agnarr di Arendelle racconta una storia alle sue figlie, Elsa e Anna, secondo cui il nonno paterno, il re Runeard, stabilì un trattato di pace con la tribù dei Northuldri costruendo una diga nella loro terra natale, la Foresta Incantata. Tuttavia, per ragioni ignote, si verificò uno scontro in cui Runeard morì. Gli elementi di terra, fuoco, acqua e aria della foresta scomparvero ed un muro di nebbia intrappolò tutti i presenti nella foresta incantata. Agnarr riuscì a scappare in extremis grazie all'aiuto di un ignoto salvatore. Poco dopo la regina Iduna fa addormentare le figlie con una ninnananna in cui racconta la storia di Ahtohallan, un fiume mistico nel quale risiedono le memorie degli eventi passati. Chi vi si addentra può trovare le risposte ai propri quesiti, ma a patto di perdere ciò che si ha e a rischio di annegare se ci si spinge troppo oltre.
Tre anni dopo l'incoronazione, Elsa vive nel palazzo reale di Arendelle con Anna, il pupazzo di neve Olaf, Kristoff e la sua renna Sven. Una notte la regina ode un suono melodioso che la chiama la segue e risveglia involontariamente gli elementi, che tolgono ad Arendelle l'acqua e il fuoco e la sottopongono a un terremoto e a fortissime raffiche di vento, costringendo tutti gli abitanti del regno a evacuare la città. Il troll Granpapà consiglia di cercare risposte al nord: Elsa, Anna, Olaf, Kristoff e Sven si incamminano così verso la foresta incantata per scoprire la verità sul passato del regno. Allorché il muro di nebbia si separa al tocco di Elsa, l'elemento dell'aria, rappresentato da una scia di foglie mosse dal vento, si trasforma in un tornado che investe il gruppo: Elsa lo ferma coi suoi poteri, formando una serie di sculture di ghiaccio. Le sorelle scoprono che le sculture sono immagini del passato del padre e che la madre Iduna era la Northuldra che ha salvato Agnarr. Incontrano poco dopo gli abitanti della foresta e una truppa di soldati di Arendelle anch'essi rimasti intrappolati nella foresta. Arriva poi l'elemento del fuoco, una piccola salamandra agitata, che Elsa riesce a calmare. Le due sorelle organizzano una tregua tra i soldati e gli abitanti della foresta spiegando che la loro madre era una Northuldra e il loro padre era di Arendelle. Una ragazza Northuldra poi parla loro di un quinto spirito ancora ignoto che è in grado di riportare l'armonia tra gli altri quattro: Elsa crede che la voce che lei sentiva appartenga a questo.
Elsa continua a dirigersi a nord con Anna e Olaf lasciando indietro Kristoff e Sven, che stava cercando il modo per chiedere ad Anna di sposarlo. I tre trovano sulla baia il relitto della nave dei genitori, al cui interno trovano una mappa con la rotta per Ahtohallan. Elsa capisce che i genitori erano partiti per trovare spiegazioni sui poteri della figlia; non volendo che Anna e Olaf corrano ulteriori rischi, decide di continuare da sola l'avventura e usando i suoi poteri li allontana a bordo di una barchetta di ghiaccio. Elsa, arrivata davanti alle acque del Mare Oscuro, incontra e doma il Nøkk, l'elemento acquatico rappresentato come un cavallo. Col suo aiuto la regina raggiunge Ahtohallan che in realtà è un ghiacciaio, dove sono racchiusi tutti i ricordi visto che – come detto in precedenza da Olaf – l'acqua ha memoria, e rivede tutti i ricordi della sua infanzia e quanto accaduto prima della sua nascita. Scopre quindi che chi la chiamava era lo spirito di Iduna rifugiatosi ad Ahtohallan, e che la Northuldra richiamava a sé la figlia affinché giungesse nel magico luogo che l'aveva benedetta perché accettasse pienamente se stessa e diventasse così il quinto spirito.
Poco dopo, introducendosi nel cuore più profondo di Ahtohallan, Elsa scopre che la diga è stata eretta da Runeard non come un dono, ma un modo per ridurre le risorse dei Northuldri: l'uomo era convinto che la connessione con gli elementi naturali potesse condurre i Northuldri a prendere il controllo sul suo regno, quindi uccise a tradimento il loro capo. Questo fu l'evento che diede inizio al conflitto. Il gelo causato da quel ricordo è troppo perfino per Elsa che, nell'essersi spinta fin troppo nelle viscere di Ahtohallan, si trasforma in una statua di ghiaccio; poco prima di venire congelata definitivamente, la ragazza riesce comunque a usare i suoi poteri per trasmettere il messaggio ad Anna, mentre la magia che dava vita a Olaf inizia a svanire.
Anna riceve il messaggio della regina Elsa e conclude che la diga deve essere abbattuta per ripristinare la pace, anche se ciò comporterà il tradimento della sorella verso Arendelle, che sarà travolta dall'irrompere del fiume nel fiordo. Anna trova e risveglia i giganti, gli elementi della terra, e li attira verso la diga, così che questi la bersaglino con enormi massi. Ne deriva un'inondazione che invade il fiordo e punta verso Arendelle: la regina Elsa si scioglie e il fondo di Ahtohallan si rompe, facendola sprofondare in acqua. La ragazza viene aiutata dal Nøkk e in groppa ad esso, torna nel suo regno in tempo per frenare l'onda che spazzerebbe via Arendelle e salvare tutto il suo regno. Nel frattempo, grazie al gesto di Anna, il muro di nebbia si dissolve.
Successivamente le due sorelle si riuniscono, Anna capisce che Elsa l'ha guidata verso la cosa giusta da fare e che quest'ultima ha salvato Arendelle e le case dei suoi sudditi dall'inondazione e Olaf viene rigenerato. Kristoff propone ad Anna di sposarlo ed Elsa spiega che lei e Anna sono ora il ponte d'amore tra le persone e gli elementi della natura. Anna, che si è comportata in maniera leale verso la sua regina, torna ad Arendelle, dove diventa regina a sua volta. Elsa, invece, diventa protettrice della Foresta Incantata e vi risiede per tenere in equilibrio gli elementi. Le due sorelle si terranno in contatto tramite le lettere portate dallo spirito del vento. Regna la pace e nella scena finale Elsa galoppa verso Ahtohallan.
In una scena dopo i titoli di coda, Olaf visita il vecchio palazzo di ghiaccio di Elsa e racconta a Marshmallow e agli Snowgies gli eventi che ha vissuto.

## Produzione
Nel marzo 2014, il produttore Peter Del Vecho non escluse l'idea di possibili sequel di Frozen - Il regno di ghiaccio. A fine aprile dello stesso anno, Alan F. Horn affermò che in quel momento la vera priorità non era un seguito del film, ma piuttosto l'adattamento Broadway. Nel mese di maggio il CEO della Disney Bob Iger dichiarò che non avrebbe affrettato la creazione del film, aggiungendo che sperava che sarebbe nato un franchise longevo simile a quello legato a Il re leone.
Il 12 marzo 2015 fu annunciato che la pellicola era in sviluppo, insieme al ritorno dei registi Chris Buck e Jennifer Lee e al produttore Del Vecho.
Nel settembre 2017 Idina Menzel ha confermato il suo ritorno nel sequel. Nel luglio 2018, Evan Rachel Wood e Sterling K. Brown erano in trattative per entrare nel cast del film. Nell'agosto 2018 Allison Schroeder, sceneggiatrice di Il diritto di contare e Ritorno al Bosco dei 100 Acri, fu assunta per aiutare Jennifer Lee a scrivere la sceneggiatura, dopo il passaggio della Lee a direttrice creativa dei Walt Disney Animation Studios.
Al D23 Expo del 2019, i registi dissero che il film avrebbe risposto a molte domande lasciate dal precedente, spiegando il perché dei poteri di Elsa, il motivo per il quale Anna non ne ha ed il luogo verso il quale i loro genitori si stavano dirigendo prima del tragico incidente. Fu annunciato che Brown avrebbe doppiato un soldato al servizio del regno di Arendelle ai tempi del nonno di Elsa e che E. R. Wood avrebbe dato la voce ad un personaggio apparso solo nei flashback ma che avrebbe aiutato a rivelare vari misteri. Inoltre, nonostante le insistenti richieste di una parte del pubblico di inserire un interesse amoroso femminile per Elsa, Kristen Anderson-Lopez confermò che non ne avrebbe avuti. La Lee ha spiegato in seguito di aver sottoposto i personaggi ad un indicatore di Myers-Beggs ed avevano così capito che Elsa non era ancora pronta per una relazione. In occasione di una conferenza stampa, la regista ha affermato che la storyline basata sui personaggi di Frozen della serie televisiva C'era una volta non sarebbe stata inclusa nel film.

## Colonna sonora
La colonna sonora del film, come per il primo capitolo della serie, è nuovamente a cura dei coniugi Kristen Anderson-Lopez e Robert Lopez per quanto riguarda le canzoni e di Christophe Beck per le musiche. I testi italiani riconfermano la firma di Lorena Brancucci. I brani sono stati distribuiti sia in inglese che in italiano il 15 novembre 2019. Il 13 dicembre 2019, sul principale canale Vevo della Disney, viene pubblicato un video della canzone Into the Unknown, proponendola in 29 delle 46 lingue in cui è stata originariamente doppiata ufficialmente.

### Brani italiani
- Il fiume del passato – Claudia Paganelli[1]
- Qualche cosa non cambia mai – Serena Rossi, Serena Autieri, Enrico Brignano, Paolo De Santis e il cast italiano.[22]
- Nell'ignoto – Serena Autieri e Aurora[19]
- Da grande – Enrico Brignano[23]
- Io preferisco le renne (nuova versione) – Paolo De Santis[24]
- Perso quaggiù – Paolo De Santis[25]
- Mostrati – Serena Autieri e Claudia Paganelli[26]
- Fai ciò che è giusto – Serena Rossi[27]
- Nell'ignoto (versione di Giuliano Sangiorgi) – Giuliano Sangiorgi[28]

## Promozione
Il primo teaser trailer del film viene diffuso il 13 febbraio 2019 e il secondo trailer il seguente 11 giugno. Il terzo trailer è stato distribuito il 23 settembre, mentre uno spot pubblicitario che presenta un'anteprima di Into the Unknown, uno dei nuovi brani scritti per il film, è stato distribuito in lingua inglese il 30 settembre e il 14 ottobre in lingua italiana, col titolo "Nell'ignoto". Lo stesso giorno viene distribuito il quarto trailer in inglese seguito in italiano il 12 novembre.

## Distribuzione
Il film è stato distribuito nelle sale cinematografiche statunitensi a partire dal 22 novembre 2019 ed in quelle italiane dal 27 novembre.
La direzione del doppiaggio e i dialoghi italiani sono a cura di Fiamma Izzo per conto della PumaisDue srl, mentre l'adattamento delle canzoni e la direzione musicale sono stati affidati, rispettivamente, a Lorena Brancucci e a Virginia Brancucci ed Ermavilo.

### Edizioni estere
A seguito del successo delle produzioni internazionali del primo capitolo della serie, che hanno portato alla distribuzione di un album contenente tutte le versioni ufficiali della canzone Let It Go allora esistenti e sulla scia dei doppiaggi speciali realizzati per il film Oceania, che includono ad ora una versione in lingua tahitiana, una in māori e una in hawaiiano, è stato realizzato un doppiaggio speciale in lingua sami settentrionale, in onore della particolare ambientazione del sequel. L'Istituzione internazionale per i film sami, che ha preso in carico la realizzazione del doppiaggio, già in occasione dell'uscita del primo capitolo della serie aveva chiesto alla Disney il permesso di poter doppiare il film in sami, ma la loro richiesta venne respinta. Ad ora, si tratta del terzo film Disney a ricevere un doppiaggio eccezionale legato alla particolare ambientazione: prima di Oceania, nel 1994 fu distribuito un doppiaggio in lingua zulu de Il re leone.

## Accoglienza

### Incassi
Il film ha incassato 477373578 $ nel Nord America e 976309898 $ nel resto del mondo, per un totale di 1453683476 $, diventando il quarto film d'animazione con maggiori incassi nella storia del cinema e il 15º film con maggiori incassi nella storia del cinema.
Il film ha ottenuto un profitto netto di 599 milioni di dollari, posizionandosi al secondo posto delle pellicole col miglior profitto del 2019.

### Critica
Sull'aggregatore Rotten Tomatoes il film riceve il 77% delle recensioni professionali positive con un voto medio di 6,7 su 10 basato su 341 critiche, mentre su Metacritic ottiene un punteggio di 64 su 100 basato su 47 critiche.

## Riconoscimenti
- 2020 - Premio Oscar[51]
  - Candidatura per la migliore canzone a Kristen Anderson-Lopez e Robert Lopez per Into the Unknown
- 2020 - Golden Globe[52]
  - Candidatura per il miglior film d'animazione
  - Candidatura per la miglior canzone originale in un film per Into the Unknown
- 2019 - Chicago Film Critics Association Awards[53]
  - Candidatura per il miglior film d'animazione
- 2019 - National Film & TV Awards[54]
  - Candidatura per il miglior film animato
  - Candidatura per la miglior performance in un film animato a Kristen Bell
- 2019 - Satellite Awards[55]
  - Candidatura per la miglior canzone originale per Into the Unknown
- 2020 - Annie Award[56]
  - Migliori effetti speciali per un lungometraggio
  - Miglior doppiaggio in un film
- 2020 - Premio BAFTA[57]
  - Candidatura per il miglior film d'animazione
- 2020 - Cinema Audio Society Award[58]
  - Candidatura per il miglior sonoro in un film d'animazione
- 2020 - Critics' Choice Awards[59]
  - Candidatura per il miglior film d'animazione
  - Candidatura per la miglior canzone a Into the Unknown
- 2020 - Nickelodeon Kids' Choice Awards[60]
  - Film d'animazione preferito
  - Voce maschile in un film d'animazione preferita a Josh Gad
- 2020 - Producers Guild of America Awards[61]
  - Candidatura per il miglior film d'animazione
- 2020 - VES Awards[62]
  - Migliori effetti simulati in un film d'animazione a Erin V. Ramos, Scott Townsend, Thomas Wickes e Rattanin Sirinaruemarn
- 2021 - Saturn Award[63]
  - Candidatura per il miglior film d'animazione

## Serie documentario
Per il lancio della nuova piattaforma streaming Disney+, il 26 giugno 2020 è stato distribuito Frozen II - Dietro le quinte, un documentario diviso in sei episodi originali che raccontano l'ultimo anno di lavorazione del film con interviste esclusive a registi, produttori, cast e membri della troupe dei Walt Disney Animation Studios.

## Sequel
Il CEO della Disney Bob Iger ha annunciato l'8 febbraio 2023 che Frozen III è attualmente in lavorazione presso i Walt Disney Animation Studios, mentre a novembre è stato annunciato che anche un quarto film è in lavorazione insieme al terzo.